# Kamil Małecki
Kamil Małecki, nascido a 2 de janeiro de 1996 em Bytów, é um ciclista profissional polaco que milita nas fileiras do conjunto CCC Development Team.

## Palmarés
2017
- 1 etapa da Carpathian Couriers Race

2018
- Grande Prêmio Doliny Baryczy Milicz[1]

2019
- CCC Tour-Grody Piastowskie, mais 1 etapa
- Bałtyk-Karkonosze Tour, mais 1 etapa